# Famous Idaho Potato Bowl 2024
Match précédent Match suivant
Le Famous Idaho Potato Bowl 2024 est un match de football américain de niveau universitaire joué après la saison régulière de 2024, le 23 décembre 2024 au Albertsons Stadium situé à Boise dans l'État de l'Idaho aux États-Unis.
Il s'agit de la 28e édition du Famous Idaho Potato Bowl.
Le match met en présence l'équipe des Huskies de Northern Illinois issue de la Mid-American Conference et l'équipe des Bulldogs de Fresno State issue de la Mountain West Conference.
Il débute vers 11 h 30 locales (20 h 30 en France) et est retransmis à la télévision par ESPN.
Sponsorisé par la Idaho Potato Commission, le match est officiellement dénommé le 2024 Famous Idaho Potato Bowl.
Northern Illinois remporte le match sur le score de 28 à 20.

## Présentation du match
Il s'agit de la 6e rencontre entre les deux équipes dont 2 à l'occasion du Famous Idaho Potato Bowl :
| Saison | Date             | Vainqueur         | Score   | Compétition                  |
| ------ | ---------------- | ----------------- | ------- | ---------------------------- |
| 2010   | 18 décembre 2010 | Northern Illinois | 40 - 17 | Humanitarian Bowl            |
| 1991   | 7 septembre 1991 | Fresno Statae     | 55 - 07 | Saison régulière à Fresno    |
| 1990   | 6 octobre 1990   | Northern Illinois | 73 - 18 | Saison régulière en Illinois |
| 1973   | 6 octobre 1973   | Northern Illinois | 24 - 15 | Saison régulière à Fresno    |
| 1972   | 11 novembre 1972 | Fresno State      | 09 - 06 | Saison régulière en Illinois |

| Équipes                               | Couleurs | Conférences | Entraîneurs                     | Stats. saison rég. | Classements avant le bowl | Classements avant le bowl | Classements avant le bowl |
| ------------------------------------- | -------- | ----------- | ------------------------------- | ------------------ | ------------------------- | ------------------------- | ------------------------- |
| Équipes                               | Couleurs | Conférences | Entraîneurs                     | Stats. saison rég. | CFP                       | AP                        | Coaches                   |
| Huskies de Northern Illinois          |          | MAC         | Thomas Hammock (en) (6e saison) | 7 - 5              | NC                        | NC                        | NC                        |
| Bulldogs de Fresno State              |          | MW          | Tim Skipper (en) (intérim)      | 6 - 6              | NC                        | NC                        | NC                        |
| - Arbitre : Marshall Lewis (Sun Belt) |          |             |                                 |                    |                           |                           |                           |

### Huskies de Northern Illinois
Avec un bilan global en saison régulière de 7 victoires et 5 défaites (4-4 en matchs de conférence) dont trois victoires lors des quatre derniers matchs, Northern Illinois est éligible et accepte l'invitation pour participer au Famous Idaho Potato Bowl 2024.
Ils n'ont rencontré qu'une seule équipe classée dans le Top 25 de l'AP (défaite 14 à 16 contre Notre Dame le 7 septembre).
Ils terminent la saison régulière classés 7e de la Mid-American Conference.
À l'issue de la saison 2024 (bowl non compris), ils n'apparaissent pas dans les classements CFP, AP et Coaches.
Il s'agit de leur 2e participation au Famous Idaho Potato Bowl (victoire 40 à 17 contre Fresno State en 2010) et le 16e bowl de leur histoire.

### Bulldogs de Fresno State
Avec un bilan global en saison régulière de 6 victoires et 6 défaites (4-3 en matchs de conférence) dont trois défaites lors des quatre derniers matchs, Fresno State est éligible et accepte l'invitation pour participer au Famous Idaho Potato Bowl 2024.
Ils n'ont rencontré qu'une seule équipe du Top 25 de m'AP (défaite 10 à 30 contre Michigan le 31 août).
Ils terminent la saison régulière classés 4e de la Mountain West Conference derrière #9 Boise State, #24 UNLV et Colorado State.
À l'issue de la saison 2024 (bowl non compris), ils n'apparaissent pas dans les classements CFP, AP et Coaches.
À la suite de l'arrêt pour raisons médicales de leur entraîneur principal Jeff Tedford fin de saison 2023, les Huskies sont dirigés par Tim Skipper désigné intérimaire à ce poste.
Fresno State a remporté leurs cinq derniers bowls.
Il s'agit de leur 4e participation au Famous Idaho Potato Bowl et le 28e bowl de leur histoire :
| Saisons | Dates            | Vainqueurs        | Scores  | Finalistes   | Bilan   |
| ------- | ---------------- | ----------------- | ------- | ------------ | ------- |
| 2004    | 27 décembre 2004 | Fresno State      | 37 - 34 | Virginia     | V : 1-0 |
| 2007    | 31 décembre 2007 | Fresno State      | 40 - 28 | Georgia Tech | V : 2-0 |
| 2010    | 18 décembre 2010 | Northern Illinois | 40 - 17 | Fresno State | D : 2-1 |